# Lê Hải Trà
Lê Hải Trà (sinh ngày 13 tháng 08 năm 1974 tại Hải Phòng) từng là Tổng Giám đốc Sở Giao dịch Chứng khoán Thành phố Hồ Chí Minh (HoSE). Tháng 5 năm 2022, ông bị kỷ luật khai trừ khỏi Đảng sau đó bị buộc thôi việc do "có vi phạm, khuyết điểm rất nghiêm trọng trong công tác".

## Cuộc đời và sự nghiệp

### Hoạt động trong thị trường chứng khoán Việt Nam
Lê Hải Trà làm việc ở một công ty kiểm toán nước ngoài trước khi về Vụ Phát triển Thị trường, Ủy ban Chứng khoán Nhà nước vào năm 1997. Năm 1999, ông cùng nhóm vào Thành phố Hồ Chí Minh công tác biệt phái để chuẩn bị vận hành thị trường chứng khoán.
Năm 2006, ông Lê Hải Trà được bổ nhiệm làm Phó Giám đốc Trung tâm Giao dịch Chứng khoán Thành phố Hồ Chí Minh. Một năm sau ông trở thành Ủy viên Thường trực Hội đồng quản trị của Sở Giao dịch Chứng khoán Thành phố Hồ Chí Minh. Tháng 12 năm 2011, ông Trà là Ủy viên Hội đồng quản trị kiêm Phó Tổng giám đốc Thường trực Sở Giao dịch Chứng khoán Thành phố Hồ Chí Minh. Từ tháng 11 năm 2016 ông được giao thêm phụ trách Ban điều hành của Sở này.
Tháng 8 năm 2017, ông lên chức Thành viên phụ trách Hội đồng quản trị, chức vụ được xem là cao nhất ở Sở Giao dịch Chứng khoán Thành phố Hồ Chí Minh.
Ngày 26 tháng 2 năm 2021, ông nhận chức Tổng giám đốc Sở Giao dịch Chứng khoán Thành phố Hồ Chí Minh và không còn là Thành viên phụ trách Hội đồng quản trị.

### Bị kỉ luật và buộc thôi việc
Ngày 31 tháng 3 năm 2022, trong kết luận kì họp thứ 13 của Ủy ban Kiểm tra Trung ương, Lê Hải Trà và 4 người khác có vi phạm, khuyết điểm gây hậu quả nghiêm trọng đến mức phải xem xét, xử lý kỷ luật.
Ngày 18 tháng 5 năm 2022, Ủy ban Kiểm tra Trung ương đã công bố khai trừ Lê Hải Trà ra khỏi Đảng. Chỉ hai ngày sau ông bị Sở Giao dịch chứng khoán Việt Nam buộc thôi việc.

## Các vụ việc liên quan

### Đề xuất nâng lô giao dịch tối thiểu lên 1000 cổ phiếu
Từ cuối tháng 12 năm 2020, hiện tượng nghẽn lệnh xảy ra trên sàn HoSE. Đầu năm 2021, HoSE nâng lô tối thiểu từ 10 lên 100 cổ phiếu nhưng tình trạng nghẽn lệnh vẫn xảy ra. Vào tháng 3 năm 2021, ông Lê Hải Trà đã đề xuất nâng lô giao dịch tối thiểu lên 1000 nhưng bị nhiều nhà đầu tư phản đối vì ảnh hưởng đến khả năng giao dịch của nhà đầu tư nhỏ. Sau đó đề xuất này đã không được thực hiện.

### Bị bắt và xét xử cùng Trịnh Văn Quyết
Từ chiều tối ngày 18 tháng 1 năm 2022, trên mạng xã hội xuất hiện tin đồn ông Lê Hải Trà bị bắt. Chiều hôm sau Sở Giao dịch Chứng khoán Thành phố Hồ Chí Minh đã bác bỏ thông tin này.
Tuy nhiên khi phiên tòa xét xử Trịnh Văn Quyết diễn ra ngày 22/7/2024 tại TAND Hà Nội thì xuất hiện hình ảnh ông bị còng tay đưa ra phiên tòa trên Vnexpress.

## Khen thưởng
Ông Lê Hải Trà được tặng Huân chương Lao động hạng Ba vào năm 2013.